# باول كليفورد
باول كليفورد (19 سبتمبر 1976 - ) (بالإنجليزية: Paul Clifford)‏ هو لاعب كريكت بريطاني.